# Klow
Klow es la capital del Reino de Syldavia en las historietas de la serie Las aventuras de Tintín, del dibujante belga Hergé. La población de esta ciudad es de 122.000 habitantes. Está ubicada en la confluencia de los ríos Waldir y Moltus.

## Historia
La ciudad fue fundada en el siglo X por los turcos con el nombre de Zileherum. Los turcos forzaron a los syldavos a instalarse en las montañas Zmyhlplates, mientras que los turcos se instalaron en la ciudad de Zileherum. En el año 1127, los syldavos con su jefe, Hveghi derrotaron a los turcos a las afueras de la ciudad y proclamaron a Hveghi rey de Syldavia con el nombre de Muskar I, que, en syldavo, significa "rey valiente" (de "musk" valentía y "kar" rey). Zileherum pasó a llamarse Klow ("Ciudad libre" en syldavo, de kloho, "liberar" y ow, "ciudad") En 1168, Muskar murió, y fue proclamado rey su hijo Muskar II.

## La cultura
Klow tiene una gran variedad de estilos culturales. La ciudad posee minaretes de las antiguas mezquitas que dejaron los turcos, que contrastan con las viviendas de estilo eslavo típicas de los balcanes. 
Klow exporta violines, caballos, trigo y agua mineral, de esta última es famosa "Klowaswa" ("Agua de Klow"). [cita requerida] 
Al contrario que en el resto de Syldavia, en Klow se utiliza el alfabeto latino en vez del alfabeto cirílico.

## Monumentos
- Castillo de Kropow. Antigua residencia de los reyes syldavos, alberga las joyas de la corona, y la cripta-panteón real.

- Palacio Real de Klow. Es el lugar de residencia del rey de Syldavia;

- El Kursaal de Klow (ópera).

- Museo de Historia Natural. Alberga una importante colección de dinosaurios entre las que destaca el Diplodocus.